# Lech Krowiranda
Lech Grzegorz Krowiranda (ur. 1 czerwca 1931 w Łodzi, zm. 7 marca 2022 tamże) – polski działacz partyjny i państwowy, inżynier rolnictwa, w latach 1975–1990 wiceprezydent Łodzi i z urzędu wicewojewoda łódzki.

## Życiorys
Syn Grzegorza i Marianny, jego rodzice byli robotnikami pochodzącymi z Burzenina. Ukończył studia inżynierskie w Wyższej Szkole Rolniczej w Olsztynie. Pracował m.in. w Zespole PGR Łódź i w Banku Rolnym. W 1961 wstąpił do Polskiej Zjednoczonej Partii Robotniczej, działał m.in. jako lektor Wieczorowego Uniwersytetu Marksizmu-Leninizmu. Od 1964 był instruktorem w Wydziale Rolnym, a od 1965 kierownikiem kancelarii I sekretarza Komitetu Wojewódzkiego PZPR w Łodzi. Następnie w 1968 został zastępcą kierownika, a w 1974 kierownikiem Wydziału Rolnego w KW w Łodzi. W 1975 został członkiem egzekutywy Komitetu Miejskiego PZPR w Łodzi i zastępcą członka Komitetu Wojewódzkiego tamże. Od czerwca 1975 do 1990 zajmował stanowisko wiceprezydenta Łodzi i z urzędu wicewojewody łódzkiego, odpowiedzialnego za sprawy rolnictwa. Od 30 maja do 6 listopada 1990 czasowo wykonywał obowiązki prezydenta Łodzi i wojewody łódzkiego.
Żonaty z Zofią. Został pochowany na Cmentarzu Doły w Łodzi.